# 어떤 아재의 VRMMO 활동기
어떤 아재의 VRMMO 활동기(とあるおっさんのVRMMO活動記, A Playthrough of a Certain Dude's VRMMO Life)은 일본의 라이트 노벨 시리즈로, 호와호와 시이나가 글을 쓰고, 야마다가 그림을 그렸다. 2013년 1월부터 사용자 제작 소설 출판 웹사이트인 소설가가 되자에서 온라인 연재를 시작했으며, 2016년 8월에 알파폴리스 웹사이트로 이전했다. 이후 2014년 2월부터 29권을 출판한 알파폴리스에 인수되었다. 리쿠도 슈야가 그린 만화 각색은 2014년 6월부터 알파폴리스의 만화 웹사이트를 통해 온라인 연재를 시작했으며 11권의 단행본으로 수집되었다. 만화는 알파 망가를 통해 영어로 디지털 출판된다. MAHO FILM이 제작한 애니메이션 TV 시리즈로 2023년 10월부터 12월까지 방영되었다.

## 같이 보기
- Re:Monster